# Banksia robur
Banksia robur (Cav., 1799) è una pianta appartenente alla famiglia delle Proteaceae, endemica del Queensland e del Nuovo Galles del Sud, in Australia.